# Philip Loots (componist)
 Philippus Petrus Maria (Philip) Loots (Amsterdam, 22 augustus 1865 - Haarlem, 31 juli 1916) was een Nederlandse componist. Hij componeerde onder meer de muziek van het kinderliedje 'Hannes loopt op klompen'.

## Opleiding
Hij was zoon van wijnkoper en –tapper Johannes Hermanus Bernardus Loots en Maria Catharina Osterhus, wonende aan Rusland. Hijzelf was getrouwd met Cornelia Helena Maria Verkleij.
Zijn  muziekopleiding kreeg hij van Jos. A. Verheyen. Hij zat al op elfjarige leeftijd achter het pijporgel van De Krijtberg te Amsterdam. Aan de Koninklijke Muziek- en Zangschool (voorloper van het Koninklijk Conservatorium) studeerde hij compositie. Al gedurende die tijd schreef hij werken. In 1878 kwam er een aanstelling als organist van de RK-kerk Het Torentje, maar hij begeleidde ook het Amstels Mannenkoor in het Paleis voor Volksvlijt en kreeg daarbij een gunstige beoordeling van Daniël de Lange.
In 1882 is werd hij organist van de Sint-Antoniuskerk te Haarlem. Hij schreef er ook artikelen voor het Haarlem's Dagblad. Ook was hij verbonden met het koor van de Mozes en Aäronkerk in Amsterdam. In 1883 rondde hij zijn studie orgel en piano af, maar ging nog door in de compositieleer. Hij leidde ondertussen de R.K. Zangvereeniging Arti et Religioni en Liedertafel Apollo te Amsterdam. Zijn oeuvre bestaat voor een groot deel uit religieuze muziek.
Naast al die arbeid zat hij vaak in jury’s bij zangwedstrijden, waarvoor hij ook wel verplichte of vrije werken componeerde.

## Oeuvre

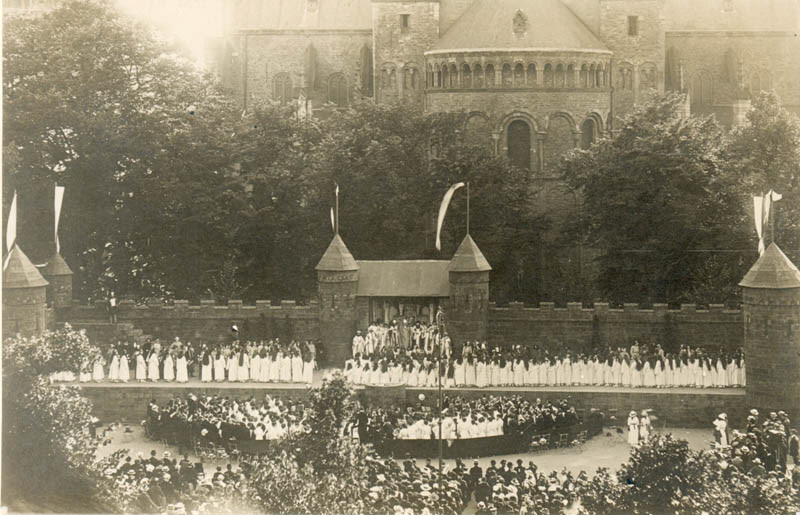
Het Sint-Servaasspel, 1916

Loots schreef vooral vocale muziek, waarvan veel bestemd was voor de rooms-katholieke eredienst. Voor de heiligdomsvaart van Maastricht componeerde hij de muziek voor het Sint-Servaasspel, een muzikaal toneelstuk (op rijm van Chrétien Mertz), dat in 1916 voor het eerst werd opgevoerd op het Vrijthof. De circa 600 acteurs en figuranten werden geregisseerd door Alfons Olterdissen.
Ook schreef hij liederen en kinderliedjes. Vier door hem gecomponeerde liederen werden opgenomen in de populaire liedbundel Kun je nog zingen, zing dan mee. Het gaat om de liedjes:
- 'Er was een huisje wit en glad, dat niet een enkel deurtje had', tekst van Jos. M. Reijnders
- 'Hannes loopt op klompen', tekst van N. Doumen
- 'Ik heb het lief, mijn dorpje kleen, daar aan der duinen rand', tekst van M. v. Reenen-Völter
- 'Van zoeme, zoeme', tekst van N. Doumen

### Werklijst
- opus 3: Sechs kleine Charakterskizze nach Webers Dreizehnlinden (piano tweehandig)
- opus 4: Kerstlied (vrouwenkoor met solisten en piano)
- opus 6: Prijsuitdeeling (kinderkoor)
- opus 9a: Feestcantate ter gelegenheid van vaders of moeders verjaardag (kinderkoor)
- opus 9b: Het onweer
- opus 10: Het vaderland (mannenkoor)
- opus 11: De barre rots (mannenkoor)
- opus 12: Lentelied voor tenor
- opus 13: Ontboezeming en Dag en nacht (mannenkoor)
- opus 14: Mijn hof (mannenkoor)
- opus 14b: Zwei Lieder
- opus 15 nr. 2: Zonnestralen (zangstem en piano)
- opus 15 nr. 3: inde lente (zangstem en piano)
- opus 16: Bruidszang (gemengd koor)
- opus 18: Jubelzang ter zilveren bruiloft (vrouwenkoor)
- opus 19: Lentezang voor kinder- en mannenkoor met orkest
- opus 20: Onzekerheid (mannenkoor)
- opus 25: Twee gedichtjes van Poelhekke (mannenkoor)
- opus 26: Bisschopscantate (gemengd koor met baritonsolo)
- opus 28: Denk aan den avond (vrouwenkoor)
- opus 29: Tranendichtjes naar Julius Flens (zangstem en piano)
- opus 30: In kroningsjaar (zangstem en piano)
- opus 31: Adagio voor viool en piano
- opus 32: Morgenlied (mannenkoor)
- opus 33: In 't woud (im Walde) (zangstem en piano)
- opus 34; Wildzang (mannenkoor)
- opus 35: Missa in honorem Mariae Magdalena (mannenkoor en orgel)
- opus 36: Missa Auxilum Christianorum voor drie vrouwenstemmen met orgel
- opus 37: Dominus regnavit (mannenkoor)
- opus 38: Het lied der engelen (zangstem en piano)
- opus 39: Jan Gerstekoorn (mannenkoor)
- opus 40.1: Tota pulchra (gemengd koor)
- opus 43: Vides ut alta, Ode VIII van Horatius (mannenkoor)
- opus 44: Miis S. Josephi voor alt en drie mannenstemmen met orgel
- opus 42: De profundis (mannenkoor)
- opus 45: Benedictus Dominus, twaalf Latijnse gezangen ter ere van het allerheiligste sacrament voor voerstemmig mannenkoor
- opus 46: Missa festiva in honrem S. Antonii de Padua voor vier mannenstemmen en orgel
- opus 47: Kindje des Heeren voor tweestemmig vrouwen- en kinderkoor met piano
- opus 48: Harpzang (gemengd koor en orgel)
- opus 49: Missa in honorem S. Agnetis voor alt, tenor, bas en orgel
- opus 50: Levensmorgen (kinderliedjes met pianobegeleiding)
- opus 52: De tijd der jeugd (mannenkoor)
- opus 53: Mariakransje, tien Marialiederen voor twee zangstemmen en piano
- opus 54: Missa S. Francisci voor vier- tot achtstemming mannenkoor en orgel

En tal van werken zonder opusnummer zoals de Frühlingssymphonie, ook voor gemengd koor.

## Erfenis
Na zijn overlijden kwam een aantal notabelen bij elkaar om tot een gedenkteken te kunnen komen. Er kwam in 1916 een initiatief, maar de kosten voor materiaal stegen in verband met materiaalgebrek tijdens de Eerste Wereldoorlog. Pas in september 1921 kon een naar hem vernoemde bank (In memoriam Philip Loots) van zandsteen met granieten treden, versierd met harp, onthuld worden door de Haarlemse wethouder mr. J.N.J.E. Heerkens Thijssen (1866-1944). De bank staat opgesteld in de Haarlemmerhout.

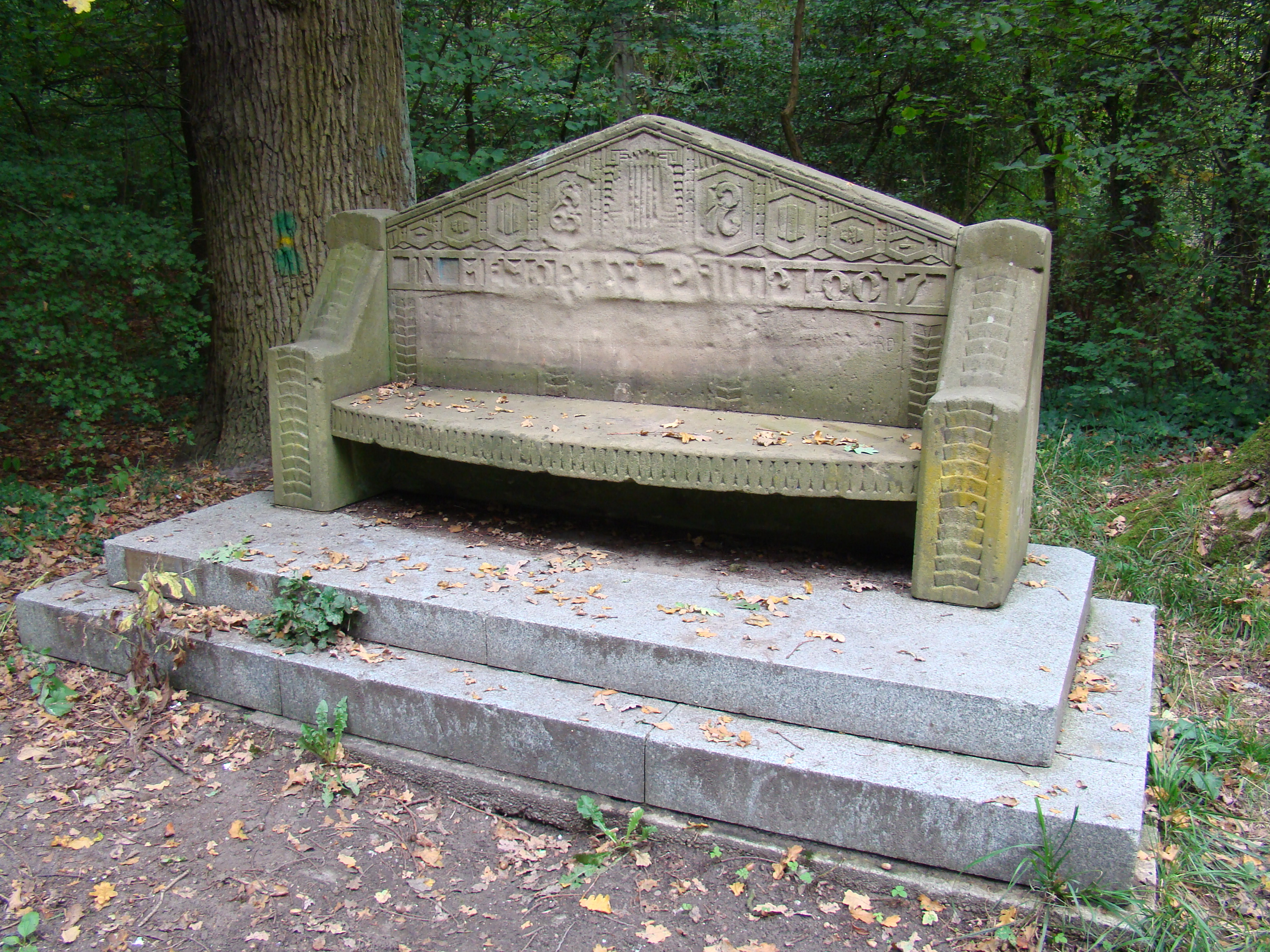
Loots-bank (2008)

- Gemeinsame Normdatei: 1111572550
- International Standard Name Identifier: 0000 0000 9299 4399
- Library of Congress Control Number: no2010125851
- MusicBrainz: 22c37990-cf7d-4165-9cf0-7dc5c5770aea
- Nederlandse Thesaurus van Auteursnamen: 069916985
- Virtual International Authority File: 136456687
- WorldCat: E39PBJwmTh6BjYDbYGM9xdt9Xd